# Jurassic Park (BlueSky Software)
Pour les articles homonymes, voir Jurassic Park (homonymie).
 (décembre 2018).
Si vous disposez d'ouvrages ou d'articles de référence ou si vous connaissez des sites web de qualité traitant du thème abordé ici, merci de compléter l'article en donnant les références utiles à sa vérifiabilité et en les liant à la section « Notes et références ».
Jurassic Park est un jeu vidéo sorti en 1993 sur Mega Drive, puis sur Master System et Game Gear. Le jeu a été développé par BlueSky Software et édité par Sega.
Il est basé sur le film Jurassic Park de Steven Spielberg, sorti la même année.

## Synopsis
Sur Isla Nublar, une île située au large du Costa Rica, a été bâti Jurassic Park, un parc zoologique peuplé de dinosaures. À la suite d'un ouragan, ces monstres préhistoriques s'échappent de leurs enclos.
Vous incarnez soit le paléontologue Alan Grant (un visiteur du parc), soit un vélociraptor. Homme ou animal, le but est le même : sortir sain et sauf de l'île...

## Personnages
- Alan Grant.

La Jeep du professeur Alan Grant a été démolie par un Tyrannosaurus Rex (T-Rex) et est donc inutilisable. Il doit alors survivre et s'échapper de l'île en évitant les prédateurs carnivores.
- Le vélociraptor.

À l'instar des autres créatures de l'île, le vélociraptor a déserté son enclos. Il doit survivre en se battant contre d'autres dinosaures ainsi que le personnel armé du parc.

## Système de jeu
- Alan Grant.

Grant dispose de 3 vies, d'un arsenal dont les munitions sont disséminées un peu partout dans les différents niveaux du jeu, tout comme les points de santé, matérialisées sous forme de trousses médicales.
- Le vélociraptor.

Le vélociraptor dispose de 3 vies, et peut tuer ses ennemis par morsures et coups de griffes. En guise de points de santé, il trouvera des pattes de dinde et des procompsognathus (petits dinosaures verts) disséminés un peu partout dans les différents niveaux du jeu.

## Niveaux & Épilogue
- Alan Grant doit franchir 7 niveaux :

1 - La jungle.
2 - La centrale électrique.
3 - La rivière.
4 - La station de pompage.
5 - Le canyon.
6 - Le volcan.
7 - Le centre des visiteurs.
Épilogue : Alan Grant embarque à bord d'un hélicoptère qui le ramène à la civilisation.
- Le vélociraptor doit franchir 5 niveaux :

1 - La jungle.
2 - La centrale électrique.
3 - La station de pompage.
4 - Le canyon.
5 - Le centre des visiteurs.
Épilogue : Le vélociraptor embarque à bord d'un cargo en partance pour le continent.